# Richard Verschoor
Richard Verschoor (ur. 16 grudnia 2000 w Benschop) – holenderski kierowca wyścigowy. Mistrz Formuły 4 SMP oraz Hiszpańskiej Formuły 4 w 2016 roku, wicemistrz Toyota Racing Series w 2018 roku. Zwycięzca Grand Prix Makau w 2019 roku. Obecnie kierowca Formuły 2 w zespole Trident.

## Wyniki

### Podsumowanie
| Sezon | Seria                                         | Zespół                | Starty | P1 | PP | NO | Podia | Punkty | Pozycja |
| ----- | --------------------------------------------- | --------------------- | ------ | -- | -- | -- | ----- | ------ | ------- |
| 2016  | Formuła 4 SMP                                 | MP Motorsport         | 20     | 11 | 10 | 9  | 16    | 339    | 1       |
| 2016  | Hiszpańska Formuła 4                          | MP Motorsport         | 20     | 17 | 9  | 16 | 19    | 387    | 1       |
| 2016  | V de V Challenge Monoplace                    | MP Motorsport         | 3      | 1  | 3  | 1  | 2     | 0      | NS†     |
| 2016  | Niemiecka Formuła 4                           | Motopark              | 6      | 0  | 0  | 0  | 0     | 34     | 15      |
| 2016  | Włoska Formuła 4                              | Bhaitech Engineering  | 3      | 0  | 0  | 0  | 1     | 31     | 21      |
| 2017  | Europejski Puchar Formuły Renault 2.0         | MP Motorsport         | 23     | 0  | 0  | 0  | 1     | 89     | 9       |
| 2017  | Północnoeuropejski Puchar Formuły Renault 2.0 | MP Motorsport         | 7      | 1  | 0  | 0  | 3     | 90     | 9       |
| 2017  | Toyota Racing Series                          | Giles Motorsport      | 15     | 3  | 0  | 2  | 7     | 843    | 3       |
| 2018  | Europejski Puchar Formuły Renault 2.0         | Josef Kaufmann Racing | 12     | 0  | 0  | 0  | 1     | 34     | 13      |
| 2018  | Północnoeuropejski Puchar Formuły Renault 2.0 | Josef Kaufmann Racing | 2      | 0  | 0  | 0  | 0     | 0      | NS†     |
| 2018  | Seria GP3                                     | MP Motorsport         | 8      | 0  | 0  | 0  | 1     | 30     | 15      |
| 2018  | Toyota Racing Series                          | M2 Competition        | 15     | 6  | 4  | 4  | 12    | 911    | 2       |
| 2019  | Formuła 3                                     | MP Motorsport         | 16     | 0  | 0  | 1  | 0     | 34     | 13      |
| 2019  | Grand Prix Makau                              | MP Motorsport         | 1      | 1  | 0  | 0  | 1     | n.d.   | 1       |
| 2020  | Formuła 3                                     | MP Motorsport         | 18     | 0  | 0  | 0  | 1     | 69     | 9       |
| 2021  | Formuła 2                                     | MP Motorsport         | 17     | 1  | 0  | 0  | 1     | 56     | 11      |
| 2021  | Formuła 2                                     | Charouz Racing System | 3      | 0  | 0  | 0  | 0     | 56     | 11      |
| 2022  | Formuła 2                                     | Trident               | 28     | 1  | 0  | 3  | 4     | 103    | 12      |
| 2023  | Formuła 2                                     | Van Amersfoort Racing |        |    |    |    |       |        |         |

† – Kierowca nie był zaliczany do klasyfikacji.

### Seria GP3
| Legenda oznaczeń w tabelach wyników Wyświetl szablon na nowej stronie | Legenda oznaczeń w tabelach wyników Wyświetl szablon na nowej stronie                                                                     |
| Oznaczenie                                                            | Wyjaśnienie |
| --------------------------------------------------------------------- | --- |
| Złoty                                                                 | Zwycięzca lub mistrzostwo |
| Srebrny                                                               | 2. miejsce lub wicemistrzostwo |
| Brązowy                                                               | 3. miejsce lub II wicemistrzostwo |
| Zielony                                                               | Ukończył, punktował (w klasyfikacji generalnej, gdy zdobył co najmniej jeden punkt na przestrzeni sezonu, poza trzema powyższymi opcjami) |
| Niebieski                                                             | Ukończył, nie punktował (w klasyfikacji generalnej, gdy nie zdobył co najmniej jednego punktu na przestrzeni sezonu)                      |
| Czerwony                                                              | Nie zakwalifikował się (NZ) |
| Czerwony                                                              | Nie prekwalifikował się (NPK) |
| Różowy                                                                | Nie ukończył (NU) |
| Różowy                                                                | Niesklasyfikowany (NS) (w klasyfikacji generalnej, gdy nie został sklasyfikowany w żadnym wyścigu sezonu)                                 |
| Czarny                                                                | Zdyskwalifikowany (DK) |
| Czarny                                                                | Wykluczony (WYK/EX) |
| Biały                                                                 | Nie wystartował (NW) |
| Biały                                                                 | Kontuzjowany (K/INJ) |
| Biały                                                                 | Wyścig odwołany (OD/C) |
| Bez koloru                                                            | Został wycofany (WYC/WD) |
| Bez koloru                                                            | Nie przybył (NP/DNA) |
| Bez koloru                                                            | Nie brał udziału w treningach (NT/DNP) |
| Bez koloru                                                            | Nie został zgłoszony (–) |
| Pogrubienie                                                           | Start z pole position |
| Kursywa                                                               | Najszybsze okrążenie wyścigu |
| †                                                                     | Nie ukończył, ale jego rezultat został zaliczony ze względu na przejechanie więcej niż 90% dystansu wyścigu.                              |
| *                                                                     | Sezon w trakcie |
| 1/2/3                                                                 | Punktowana pozycja w sprincie kwalifikacyjnym                                                                                             |
| Lista systemów punktacji Formuły 1                                    | |

| Rok  | Zespół        | Wyniki w poszczególnych eliminacjach | Wyniki w poszczególnych eliminacjach | Wyniki w poszczególnych eliminacjach | Wyniki w poszczególnych eliminacjach | Wyniki w poszczególnych eliminacjach | Wyniki w poszczególnych eliminacjach | Wyniki w poszczególnych eliminacjach | Wyniki w poszczególnych eliminacjach | Wyniki w poszczególnych eliminacjach | Wyniki w poszczególnych eliminacjach | Wyniki w poszczególnych eliminacjach | Wyniki w poszczególnych eliminacjach | Wyniki w poszczególnych eliminacjach | Wyniki w poszczególnych eliminacjach | Wyniki w poszczególnych eliminacjach | Wyniki w poszczególnych eliminacjach | Wyniki w poszczególnych eliminacjach | Wyniki w poszczególnych eliminacjach | Punkty | Pozycja |
| ---- | ------------- | ------------------------------------ | ------------------------------------ | ------------------------------------ | ------------------------------------ | ------------------------------------ | ------------------------------------ | ------------------------------------ | ------------------------------------ | ------------------------------------ | ------------------------------------ | ------------------------------------ | ------------------------------------ | ------------------------------------ | ------------------------------------ | ------------------------------------ | ------------------------------------ | ------------------------------------ | ------------------------------------ | ------ | ------- |
| 2018 | MP Motorsport | CAT                                  | CAT                                  | LEC                                  | LEC                                  | RBR                                  | RBR                                  | SIL                                  | SIL                                  | HUN                                  | HUN                                  | SPA                                  | SPA                                  | MNZ                                  | MNZ                                  | SOC                                  | SOC                                  | YMC                                  | YMC                                  | 30     | 15      |
| 2018 | MP Motorsport | –                                    | –                                    | –                                    | –                                    | –                                    | –                                    | –                                    | –                                    | –                                    | –                                    | 17                                   | 7                                    | 8                                    | 9                                    | 4                                    | 3                                    | 14                                   | 7                                    | 30     | 15      |

### Formuła 3
| Rok  | Zespół        | Wyniki w poszczególnych eliminacjach | Wyniki w poszczególnych eliminacjach | Wyniki w poszczególnych eliminacjach | Wyniki w poszczególnych eliminacjach | Wyniki w poszczególnych eliminacjach | Wyniki w poszczególnych eliminacjach | Wyniki w poszczególnych eliminacjach | Wyniki w poszczególnych eliminacjach | Wyniki w poszczególnych eliminacjach | Wyniki w poszczególnych eliminacjach | Wyniki w poszczególnych eliminacjach | Wyniki w poszczególnych eliminacjach | Wyniki w poszczególnych eliminacjach | Wyniki w poszczególnych eliminacjach | Wyniki w poszczególnych eliminacjach | Wyniki w poszczególnych eliminacjach | Wyniki w poszczególnych eliminacjach | Wyniki w poszczególnych eliminacjach | Punkty | Pozycja |
| ---- | ------------- | ------------------------------------ | ------------------------------------ | ------------------------------------ | ------------------------------------ | ------------------------------------ | ------------------------------------ | ------------------------------------ | ------------------------------------ | ------------------------------------ | ------------------------------------ | ------------------------------------ | ------------------------------------ | ------------------------------------ | ------------------------------------ | ------------------------------------ | ------------------------------------ | ------------------------------------ | ------------------------------------ | ------ | ------- |
| 2019 | MP Motorsport | CAT                                  | CAT                                  | LEC                                  | LEC                                  | RBR                                  | RBR                                  | SIL                                  | SIL                                  | HUN                                  | HUN                                  | SPA                                  | SPA                                  | MNZ                                  | MNZ                                  | SOC                                  | SOC                                  |                                      |                                      | 34     | 13      |
| 2019 | MP Motorsport | 19                                   | 19                                   | 14                                   | 4                                    | 10                                   | 12                                   | 17                                   | 21                                   | 27†                                  | 17                                   | 17                                   | 11                                   | 4                                    | 4                                    | 10                                   | 7                                    |                                      |                                      | 34     | 13      |
| 2020 | MP Motorsport | RBR                                  | RBR                                  | RBR                                  | RBR                                  | HUN                                  | HUN                                  | SIL                                  | SIL                                  | SIL                                  | SIL                                  | CAT                                  | CAT                                  | SPA                                  | SPA                                  | MNZ                                  | MNZ                                  | MUG                                  | MUG                                  | 69     | 9       |
| 2020 | MP Motorsport | 8                                    | 2                                    | 7‡                                   | 4                                    | 4                                    | 5                                    | 11                                   | 9                                    | 19                                   | 18                                   | 9                                    | 4                                    | 10                                   | 7                                    | 27                                   | 10                                   | 12                                   | 5                                    | 69     | 9       |

‡ - Przyznano połowę punktów, gdyż zostało przejechane mniej niż 75% wyścigu.

### Formuła 2
| Rok  | Zespół                | Wyniki w poszczególnych eliminacjach | Wyniki w poszczególnych eliminacjach | Wyniki w poszczególnych eliminacjach | Wyniki w poszczególnych eliminacjach | Wyniki w poszczególnych eliminacjach | Wyniki w poszczególnych eliminacjach | Wyniki w poszczególnych eliminacjach | Wyniki w poszczególnych eliminacjach | Wyniki w poszczególnych eliminacjach | Wyniki w poszczególnych eliminacjach | Wyniki w poszczególnych eliminacjach | Wyniki w poszczególnych eliminacjach | Wyniki w poszczególnych eliminacjach | Wyniki w poszczególnych eliminacjach | Wyniki w poszczególnych eliminacjach | Wyniki w poszczególnych eliminacjach | Wyniki w poszczególnych eliminacjach | Wyniki w poszczególnych eliminacjach | Wyniki w poszczególnych eliminacjach | Wyniki w poszczególnych eliminacjach | Wyniki w poszczególnych eliminacjach | Wyniki w poszczególnych eliminacjach | Wyniki w poszczególnych eliminacjach | Wyniki w poszczególnych eliminacjach | Punkty | Pozycja |
| ---- | --------------------- | ------------------------------------ | ------------------------------------ | ------------------------------------ | ------------------------------------ | ------------------------------------ | ------------------------------------ | ------------------------------------ | ------------------------------------ | ------------------------------------ | ------------------------------------ | ------------------------------------ | ------------------------------------ | ------------------------------------ | ------------------------------------ | ------------------------------------ | ------------------------------------ | ------------------------------------ | ------------------------------------ | ------------------------------------ | ------------------------------------ | ------------------------------------ | ------------------------------------ | ------------------------------------ | ------------------------------------ | ------ | ------- |
| 2021 | MP Motorsport         | BHR                                  | BHR                                  | BHR                                  | MCO                                  | MCO                                  | MCO                                  | BAK                                  | BAK                                  | BAK                                  | SIL                                  | SIL                                  | SIL                                  | MNZ                                  | MNZ                                  | MNZ                                  | SOC                                  | SOC                                  | SOC                                  | JED                                  | JED                                  | JED                                  | YAS                                  | YAS                                  | YAS                                  | 56     | 11      |
| 2021 | MP Motorsport         | NU                                   | 5                                    | 4                                    | 13                                   | 6                                    | 10                                   | 12                                   | NU                                   | 14                                   | 10                                   | 1                                    | 4                                    | NU                                   | 13                                   | DK                                   | 8                                    | OD                                   | 8                                    | —                                    | —                                    | —                                    | —                                    | —                                    | —                                    | 56     | 11      |
| 2021 | Charouz Racing System | —                                    | —                                    | —                                    | —                                    | —                                    | —                                    | —                                    | —                                    | —                                    | —                                    | —                                    | —                                    | —                                    | —                                    | —                                    | —                                    | —                                    | —                                    | —                                    | —                                    | —                                    | NU                                   | 11                                   | 10                                   | 56     | 11      |